# Bull
Bull (произносится Бю́лль) — технологический бренд французской компании Atos, который специализируется на производстве серверов и суперкомпьютеров, а также предоставляет решения в области кибербезопасности. Штаб-квартира компании находится в городе Ле-Кле-Су-Буа (западный пригород Парижа). До приобретения группой Atos в 2014 году, Bull являлся старейшей ИТ-компанией Европы. Ключевые решения в России представлены высокотехнологичными линейками серверов Escala, Вullion S и BullSequana S.

## История возникновения
Компания Bull была основана норвежским инженером Фредриком Розингом Бюллем. 31 июля 1919 года он зарегистрировал патент на «комбинированный сортировщик-регистратор-табулятор перфокарт», разработанный при финансовой поддержке норвежской страховой компании Storebrand. В 1921 году Storebrand начал применять устройство Бюлля в своей деятельности. К моменту смерти основателя компании от рака в 1925 году около десятка его машин были проданы различным компаниям по всей Европе. Коммерческая и техническая разработка машин продолжалась под руководством друга детства и давнего соратника Бюлля, Рейдара Кнутсена, а также его брата, Кута Андреаса Кнутсена.
По мере роста бизнеса были привлечены несколько внешних инвесторов, что привело к включению компании H.W. Egli Bull в 1931 году. В 1933 году к ним присоединилось больше инвесторов, и компания изменила свое название на Compagnie des Machines Bull, имя, которое она будет хранить до 1964 года. В 1964 году 50% компании приобрела американская компания General Electric.

## Bull в мире
Bull имеет присутствие в более чем 100 странах мира, и особенно активен в сферах обороны, финансов, охраны здоровья, производства, общественном и телекоммуникационном секторах. Bull также предлагает следующие услуги: ИТ-консультирование (от архитектуры и «урбанизации» ИТ-систем до поддержки руководства проектом), ИТ-интеграция и ИТ-операции.
В 2014 году французский системный интегратор Atos SE купил Bull за 620 млн евро. Данное поглощение интересно для Atos с точки зрения развития в сегменте высокопроизводительных вычислений, строя суперкомпьютеры под зарекомендовавшим себя на этом рынке брендом Bull. Главная же цель сделки — получить технологии безопасности, с помощью которых Atos планировал значительно усилить позиции в сегменте «облачных» вычислений и стать вторым по величине провайдером «облачных» сервисов в Западной Европе после Amazon Web Services, оттеснив Microsoft и IBM.
По состоянию на конец 2015 года в подразделении Bull работает около 9,5 тыс. сотрудников. Торговая марка Bull представлена в более чем 50 странах по всему миру.
В 2019 году бренд Bull прекратил свое существование на международном уровне, продукты Bull в рамках портфолио Atos представлены в одном из департаментов компании.

## Bull в России
В России бренд Bull присутствует с 2016 года. Презентация бренда проходила в марте 2016 года в Москве, в офисе компании Atos.
Ключевые решения в России представлены высокотехнологичными линейками серверов:
- Escala — на базе процессоров POWER9 с поддержкой виртуализации для создания облачных сервисов;
- Вullion S — на базе процессоров x86;
- BullSequana S — на базе процессоров x86.

Департамент Больших данных и безопасности Atos в Москве (2017)
16 октября Atos объявила об открытии департамента Больших данных и безопасности, который будет специализироваться на предоставлении решений в сферах Big Data, суперкомпьютеров и кибербезопасности.
Локализация серверов марки Bull (2017)
Французская компания Atos локализует в России производство своих серверов марки Bull с архитектурой x86. Партнёром транснационального интегратора в нашей стране выступит созданная в 2015 году отечественная компания «НПП Маяк», которая на собственных и арендованных производственных мощностях станет штамповать для серверов корпусные детали и печатать платы для модулей доверенной загрузки, обеспечивающих использование во французском «железе» только доверенного ПО.

## История переименований
В разное время компания была известна как Bull General Electric, Honeywell Bull, CII Honeywell Bull и Bull HN. Компания была основана в 1931 году, как H.W. Egli — Bull, для получения коммерческой прибыли на патентованной технологии производства перфокарт норвежского инженера Фридрика Розинга Бюлля. После реорганизации в 1933 году и прихода новых владельцев, название было изменено на Compagnie des Machines Bull.
Со времени создания компания пережила множество слияний и поглощений. В частности, она имела разнообразные имущественные отношения с General Electric, Honeywell и NEC с 1960-х по 1980-е годы, а позднее с Motorola, Debeka и France Télécom. В 1991 году Bull купила компьютерное подразделение компании Honeywell (Honeywell Information Systems), а позднее также имела долю в Zenith Data Systems и Packard Bell. В 1982 году Bull была национализирована и объединена с большинством остальных французских компьютерных компаний. В 1994 году компания была вновь приватизирована (реприватизирована). В 2014 году компания была выкуплена группой Atos.
В 2019 году бренд Bull прекратил свое существование на международном уровне, продукты Bull в рамках портфолио Atos представлены в одном из департаментов компании.

## Машины Bull в TOP-500
По состоянию на ноябрь 2017 года в списке TOP-500 суперкомпьютеров 10 машин производства Bull — в числе 100 самых мощных суперкомпьютеров.
| Rank | Rmax Rpeak (Tflops) | Компьютер Ядро процессора                                      | Сайт Страна, Год                                               |
| ---- | ------------------- | -------------------------------------------------------------- | -------------------------------------------------------------- |
| 23   | 4967,2 9358,5       | Tera-1000-2-Part 1 Bull Sequana X1000, Intel Xeon Phi 7250 68C | Commissariat à l'énergie atomique · Франция, 2017              |
| 42   | 3010.7 3962.9       | Mistral bullx DLC 720, Xeon E5-2680v3 12C                      | DKRZ — Deutsches Klimarechenzentrum · Германия, 2017           |
| 54   | 2494.7 3570.3       | Occigen2 bullx DLC 720, Xeon E5-2690v4 14C                     | GENCI-CINES Франция, 2017                                      |
| 61   | 2168.0 2534.4       | Prolix2 bullx DLC 720, Xeon E5-2698v4 20C                      | Meteo France Франция, 2017                                     |
| 62   | 2157.4 2585.1       | Beaufix2 bullx DLC 720, Xeon E5-2698v4 20C                     | Meteo France Франция, 2017                                     |
| 68   | 1871.0 2586.0       | Tera-1000-1 bullx DLC 720, Xeon E5-2698v3 16C                  | Commissariat à l'énergie atomique · Франция, 2017              |
| 84   | 1531.6 4329.7       | Scafellpike Bull Sequana X1000, Intel Xeon Phi 7210 64C        | Science and Technology Facilities Council Великобритания, 2017 |
| 92   | 1363.5 1676.5       | Sid bullx DLC 720, Xeon E5-2695v4 18C                          | Atos Франция, 2017                                             |
| 93   | 1359.0 1667.2       | Curie thin nodes Bullx B510, Xeon E5-2680 8C                   | CEA/TGCC-GENCI Франция, 2017                                   |
| 97   | 1299.5 1479.5       | Cobalt bullx DLC 720, Xeon E5-2680v4 14C                       | Commissariat à l'énergie atomique · Франция, 2017              |

В общей сложности в списке TOP-500 суперкомпьютеров присутствует 17 машин производства Bull.